# Centrul Spațial Kourou

Harta CS Kourou

Centrul Spațial de la Kourou, oficial Centrul spațial guyanez (în franceză Centre spatial guyanais) este un astroport francez și european (ESA). Portul spațial este amplasat în nord-estul Americii de Sud, în Guyana Franceză. Cosmodromul este situat pe coasta Atlanticului, pe o bandă de aproximativ 60 de km lungime și 20 km lățime între orașele Kourou și Sinnamary, la 50 km de capitala departamentală, Cayenne.
Agenția Spațială Europeană (ESA), agenția spațială franceză (CNES), precum și compania comercială Arianespace lansează nave din Kourou. De asemenea astroportul este folosit de ESA pentru a livra mărfuri către Stația Spațială Internațională cu ajutorul navelor de transport automatizate.
Locația a fost aleasă în 1964 pentru a deveni viitorul astroport al Franței. În 1975, Franța a partajat CS Kourou cu ESA. Lansări comerciale sunt efectuate, de asemenea, de către companii din afara Europei. ESA plătește două treimi din bugetul anual al astroportului și de asemenea finanțează modernizări în dezvoltarea lansatoarei Ariane.

## Legături externe
Materiale media legate de Centrul Spațial Kourou la Wikimedia Commons

## Vezi și
- Centrul Spațial Kennedy